# Manuel Panaro
Manuel Panaro Miramón (San Carlos de Bolívar, Buenos Aires; 28 de diciembre del 2002) es un futbolista profesional argentino que juega como delantero en el Club de Gimnasia y Esgrima La Plata de la Primera División de Argentina.

## Trayectoria
Manuel Panaro comenzó con el equipo local Balompié de Bolívar, antes de incorporarse más tarde a Aldosivi. Progresó a través de sus rangos juveniles, notablemente anotando para sus reservas en un amistoso de enero de 2020 con Kimberley antes de hacer su arco competitivo para ellos en febrero contra Banfield. Panaro fue ascendido a la plantilla del primer equipo del técnico Guillermo Hoyos en noviembre siguiente, cuando apareció en el banquillo para un partido de Copa de la Liga Profesional con San Lorenzo de Almagro el 14 de noviembre de 2020; lo hizo cuatro veces más durante los siguientes cuatro meses. Su debut absoluto llegó el 12 de marzo de 2021 en la Copa de la Liga ante el Central Córdoba.
En enero de 2024 es cedido en calidad de préstamo al Al-Shahaniya Sports Club que se encontraba en la Segunda División de Catar donde consigue el ascenso con el equipo. 
En octubre de 2024 se incorpora a Gimnasia y Esgrima La Plata, de la Primera División de Argentina, como apuesta deportiva.  En el comienzo de la temporada 2025 se consolida, convirtiendo su primer gol con esta camiseta ante Defensor Sporting, en un amistoso de verano. El 7 de agosto de 2025 convierte su primer gol en Gimnasia en Primera División en la victoria como visitante ante Godoy Cruz de Mendoza.

## Vida personal
Manuel Panaro es el primo de Ignacio Miramón.

## Clubes
| Club                        | País      | Año       |
| --------------------------- | --------- | --------- |
| Aldosivi                    | Argentina | 2020-2023 |
| Al-Shahania S. C.           | Catar     | 2024      |
| Gimnasia y Esgrima La Plata | Argentina | 2024-Act. |